# Spathius bruesi
Spathius bruesi är en stekelart som beskrevs av Wilkinson 1931. Spathius bruesi ingår i släktet Spathius och familjen bracksteklar. Inga underarter finns listade i Catalogue of Life.